# Уинлок
Уинлок (на английски: Winlock) е град в окръг Луис, щата Вашингтон, САЩ. Уинлок е с население от 1166 жители и обща площ от 2,8 km². Намира се на 93 m надморска височина. ЗИП кодът му е 98596, а телефонният му код е 360.